# Palma el Jove
Antonio di Jacopo Negretti, dit Palma el Jove i en italià Palma il Giovane (Venècia, 1544 - ibíd., 1628) va ser un pintor manierista italià, renebot de Palma el Vell, i última figura destacable de la pintura veneciana del segle xvi.

## Biografia
El començament de la seva producció artística data de 1565 amb el seu pare Antonio Negretti, a Venècia. Va absorbir influències de Rafael i Tiziano, i després d'altres artistes, la qual cosa li va permetre fusionar la riquesa de color típicament veneciana amb figures més sòlides a la manera florentina i romana.

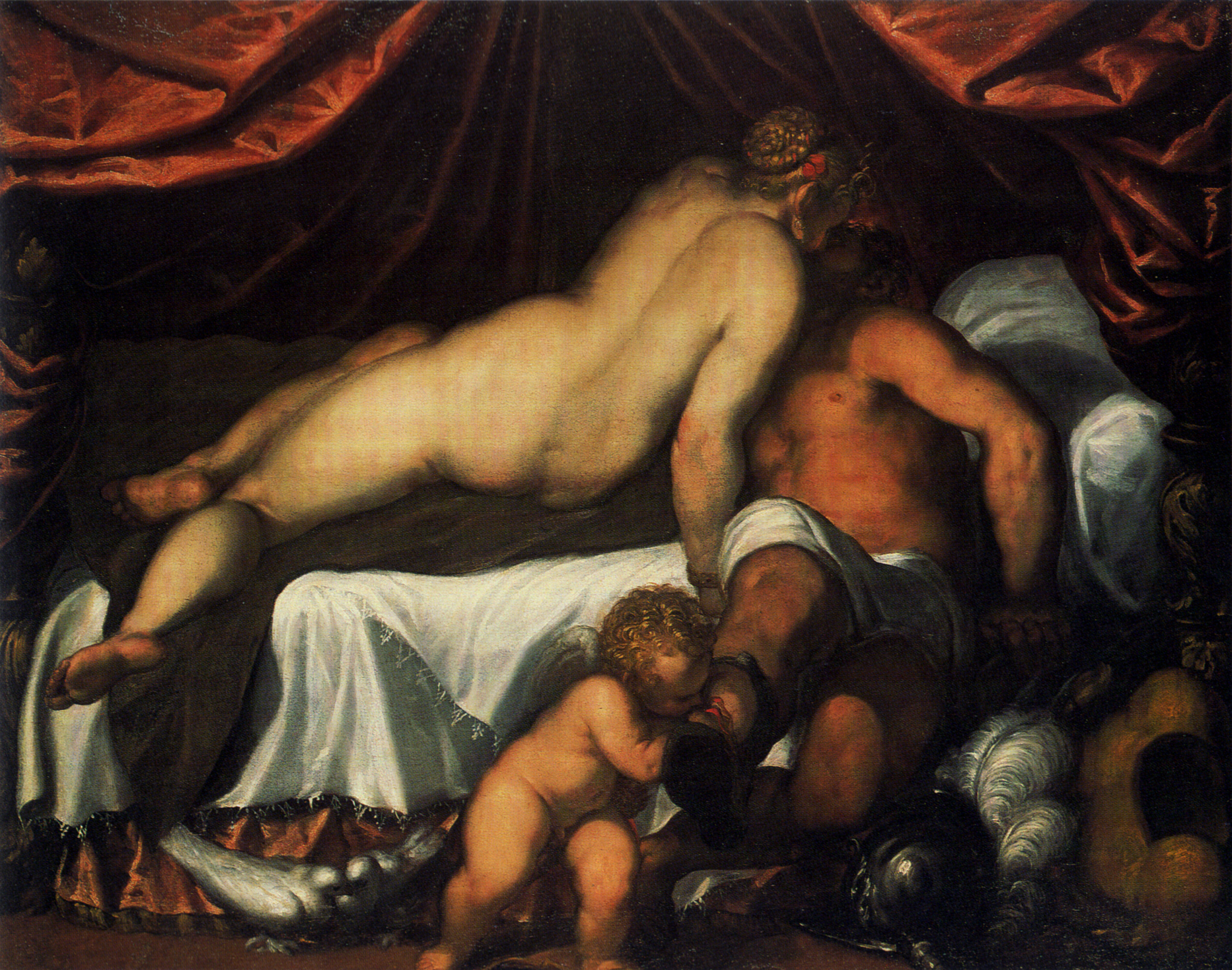
Venus i Mart, pintura de Palma el Jove (National Gallery de Londres).

Va passar vuit anys a Roma, on va copiar a Miguel Ángel i a Polidoro dona Caravaggio, va freqüentar els manieristes romans i va assimilar les exigències de la Contrareforma. Va descobrir i va seguir els principis de la pintura de Zuccaro, Salviati i Santi di Tito.
De retorn a Venècia després de 1569, va treballar en diverses còpies de Tiziano. Quan el gran mestre va morir el 1576, Palma el Jove va acabar la seva famosa Pietà inacabada per a l'església dels Frari.
Per les diverses influències dels seus contemporanis i els seus predecessors, va adquirir una habilitat tècnica i un lloc destacable a l'escola veneciana, que ja es trobava en declivi. No va formar cap deixeble conegut.

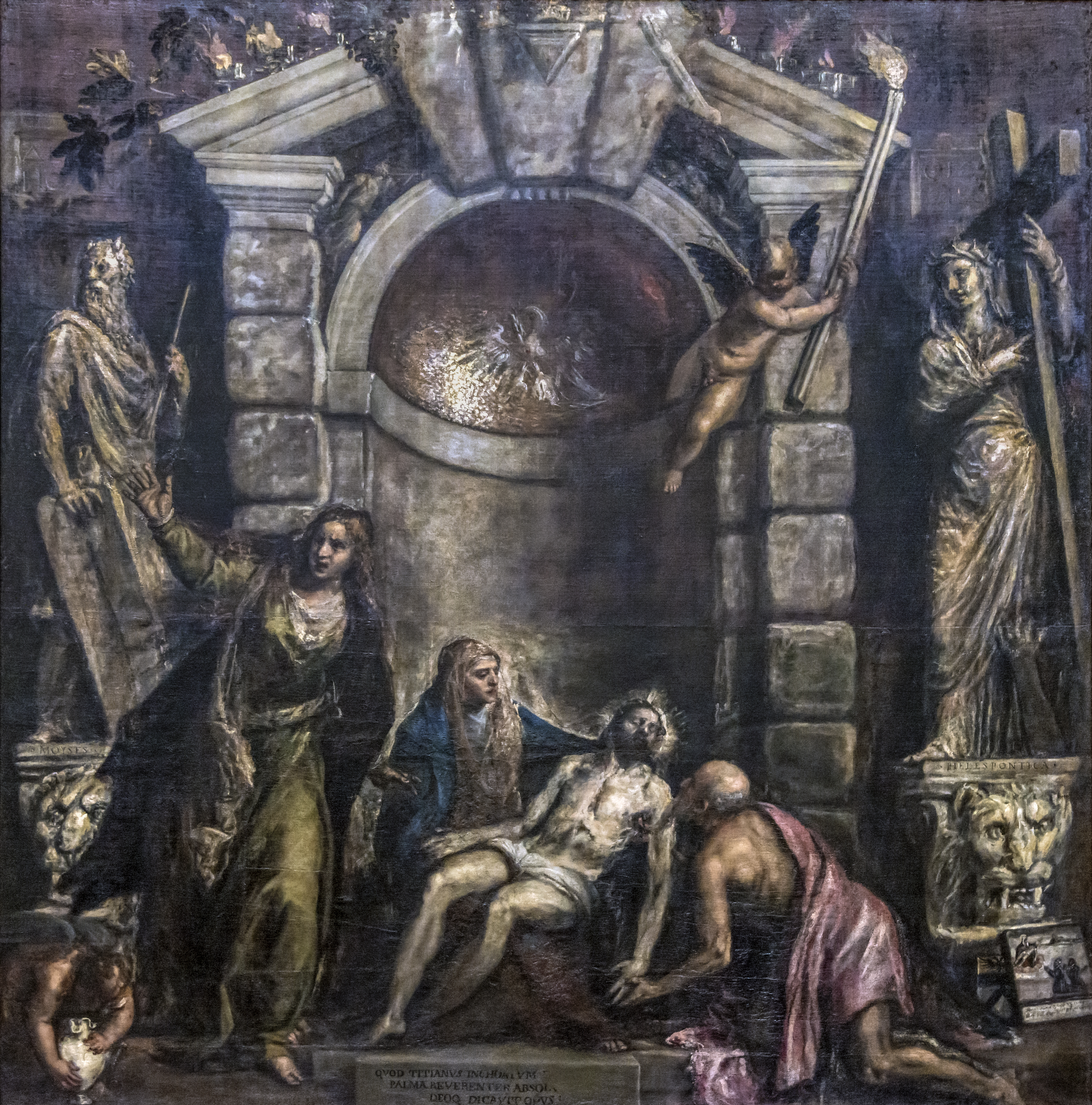
La Pietat que Tiziano va deixar inacabada en morir, i que va ser completada per Palma el Jove.

En 1574, després de l'incendi del Palau ducal, participa activament amb Veronés, Marco Vecellio, Jacopo i Domenico Tintoretto, i Francesco i Leandro Bassano, en la restauració de les sales del Senat, de l'Escrutini i del Gran Consell.
El seu eclecticisme i productivitat li van portar dels temes religiosos als històrics i mitològics, i de la pintura al gravat mitjançant la tècnica de l'aiguafort.
Dues obres destacables d'aquest artista es conserven en el Museu del Prado de Madrid: La conversió de Saulo i David vencedor de Goliat. Un altre llenç de gran format, La preconització d'un cardenal, es guarda en el Museu Cerralbo de la mateixa ciutat.

## Obres
- La Història de Psyché per al rei Segimon de Polònia (~1580),
- Projectes de mosaics per a la Basílica de Sant Marc de Venècia
- Baixada de la Creu en Sant Giacomo dell'Orio,
- La Història de l'Ordre de la Creu, Escenes de la Bíblia en el oratorio de Crociferi (1589-1592)
- Tretze quadres per a l'Escola de Sant Gerolamo(1600)
- El vestíbul del Gran Saló del Consell del Palau Ducal (1615)